# 부비 트랩

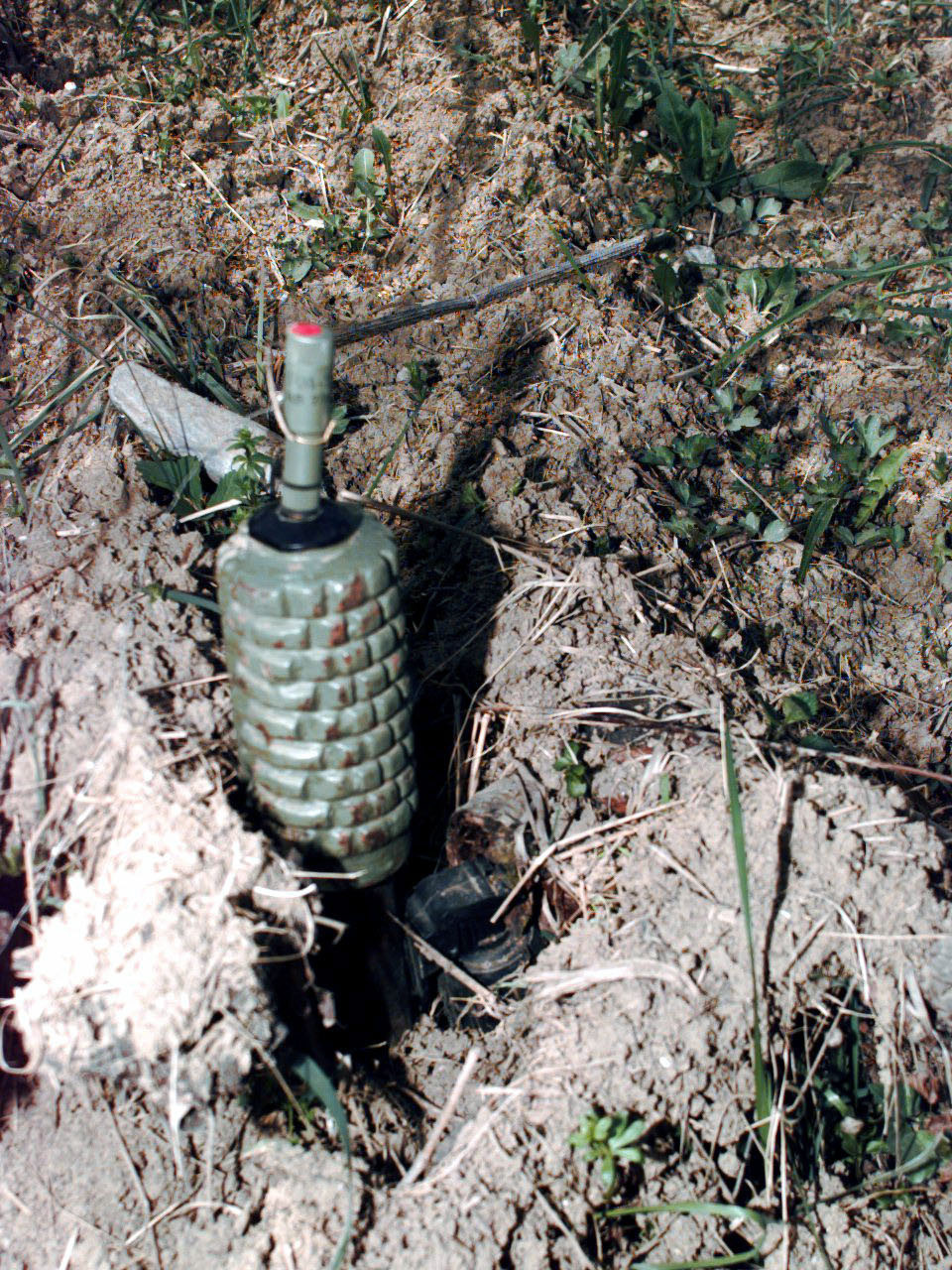
유고슬라비아의 POMZ 대인지뢰

부비 트랩(booby trap)은 인간이나 동물을 살해하고 위해를 주고 놀래키기 위해 만들어진 장치를 의미한다. 피해자의 압력이나 행위에 의해 동작하며, 부비 트랩을 향해 피해자를 유인하기 위해 설계된 미끼의 형태인 것도 존재한다. 이 트랩은 통과를 하는 자가 제한 구역에 들어갈 때 동작하도록 설계될 수 있으며 피해자가 동작을 수행할 때(예: 문 열기, 무언가를 집기, 무언가를 켜기) 동작할 수 있다. 또, 급조폭발물처럼 도로 위를 움직이는 차량에 의해 유발할 수도 있다.

## 군용 부비트랩
군용 부비트랩은 방아쇠를 당기는 사람을 죽이거나 다치게 하거나 신호 장치를 작동시켜 적의 위치를 알아내기 위해 사용된다. 전부는 아니지만 대부분의 군용 부비트랩에는 폭발물이 포함되어 있다.
부비트랩 설치 기술의 일부는 습관, 자기 보존, 호기심 또는 탐욕과 같은 인간의 자연스러운 행동을 이용하는 데 있다. 일반적인 트릭은 피해자에게 문제에 대한 간단한 해결책을 제공하는 것이다. 예를 들어 안전한 건물에 문 하나만 열어두고 발사 장치쪽으로 곧바로 유인하는 것이다.
자기보존 본능을 활용한 사례가 베트남 전쟁에서 사용됐다. 푼지 막대기로 알려진 스파이크는 잔디밭에 숨겨져 있었다. 군인들은 사격을 당하면 본능적으로 땅바닥에 몸을 던지고 대못에 몸을 찔러 엄폐하려고 했다.
다목적 M142 범용 발사 장치(영국 L5A1 또는 호주 F1A1과 동일) 또는 유고슬라비아 UMNOP-1과 같이 다양한 목적으로 제작된 부비트랩 발사 장치가 존재한다. 트립 와이어(당기거나 장력 풀기), 물체에 대한 직접적인 압력(예: 위에 서기) 또는 압력 해제(무언가 들어올리기/이동) 등을 통해 가능하다.
대부분의 폭발성 부비트랩은 250g~1kg의 폭발물을 사용한다. 대부분의 부비트랩은 피해자의 신체로부터 1미터 이내에서 폭발하도록 조작되어 있으므로, 이는 사망하거나 중상을 입기에 충분하다.

## 같이 보기
- 전투공병
- 급조폭발물